# Alban, Wisconsin
Alban là một thị trấn thuộc quận Portage, tiểu bang Wisconsin, Hoa Kỳ. Năm 2010, dân số của thị trấn này là 862 người.